# Сингапурский филателистический музей
Сингапу́рский филателисти́ческий музе́й (англ. Singapore Philatelic Museum; кит. 新加坡集邮博物馆) — музей истории почты Сингапура и его почтовых марок.

## Описание
Здание музея, расположенное по адресу: Коулман-стрит, 23Б (23 B Coleman Street) в Сингапуре, ранее входило в комплекс зданий Англо-китайской школы (Anglo-Chinese School), построенный в 1906 году. В 1970-е годы в здании разместилась методистская библиотека (Methodist Book Room), впоследствии после проведённой реставрации в нём был организован нынешний музей.
Сингапурский филателистический музей открыл двери для посетителей 19 августа 1995 года. Его цель — повышение интереса к истории Сингапура и его культурному наследию в области филателии. Помимо постоянных экспозиций, в тематических экспозициях вниманию посетителей в течение года предлагаются различные временные выставки, в том числе частные коллекции известных филателистов, передвижные зарубежные выставки и тематические экспозиции по случаю новых выпусков почтовых марок. При музее работает филателистический магазин, который пользуется популярностью у коллекционеров.
В музее есть альбомы, где посетители могут увидеть все выпущенные почтовые марки Республики Сингапур. Среди многих других экспонатов можно также найти немецкую пропагандистскую фальшивку британской почтовой марки, которая была изготовлена во время Второй мировой войны с намеренно сделанной опечаткой, высмеивающей Георга VI.

Здание музея и фрагменты его экспозиции
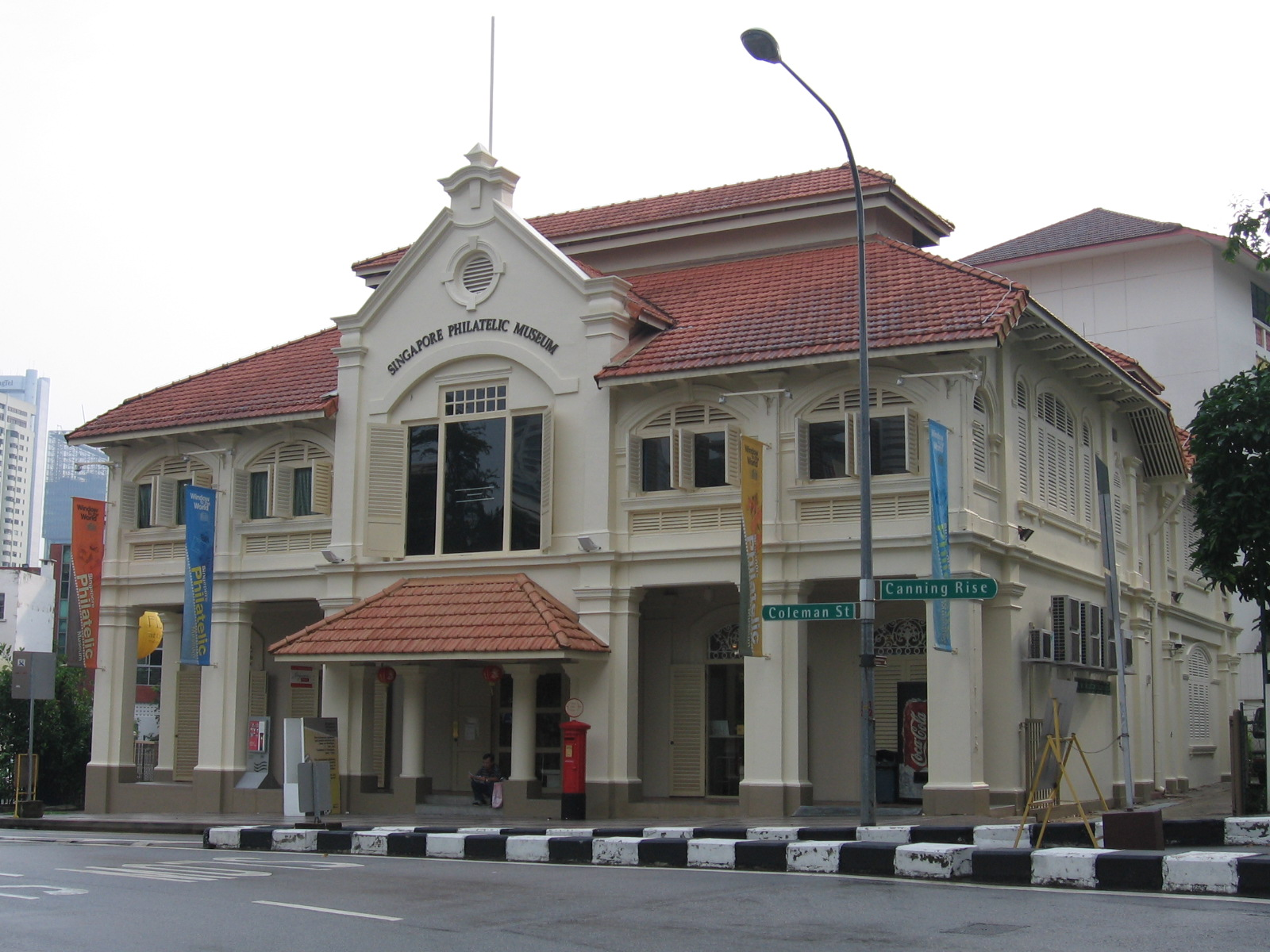
Здание
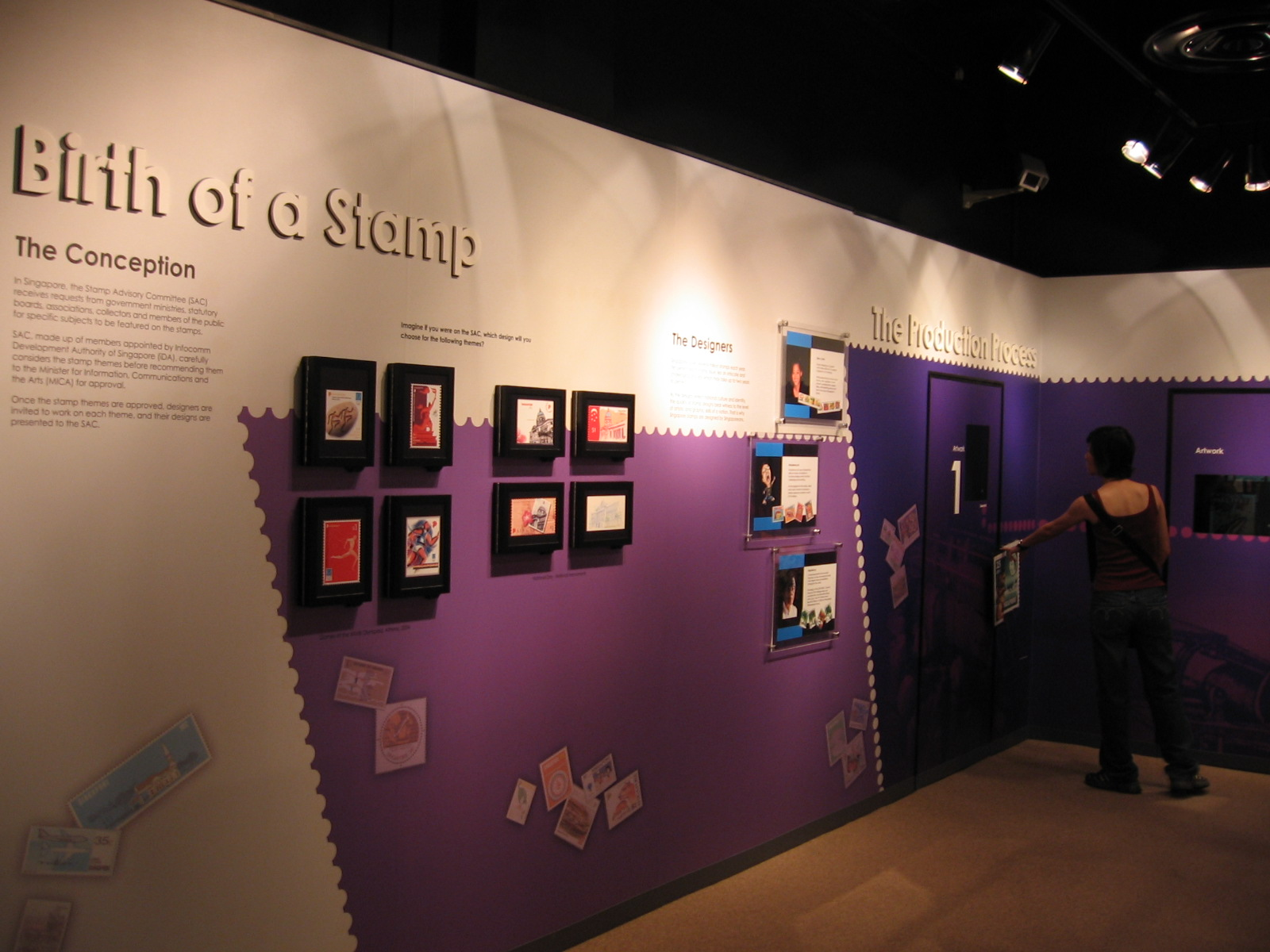
Рождение марки. Процесс производства
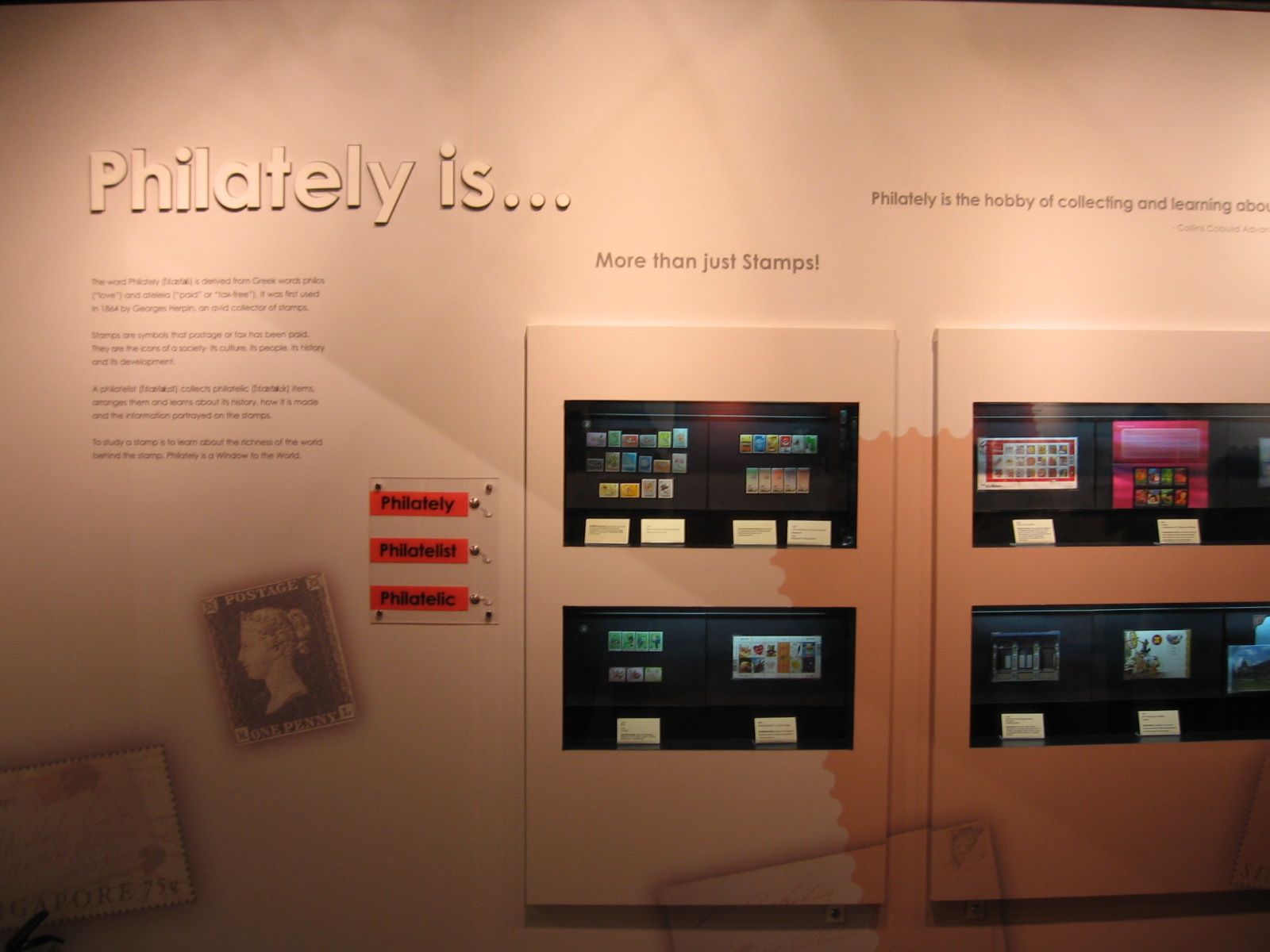
Филателия — это…
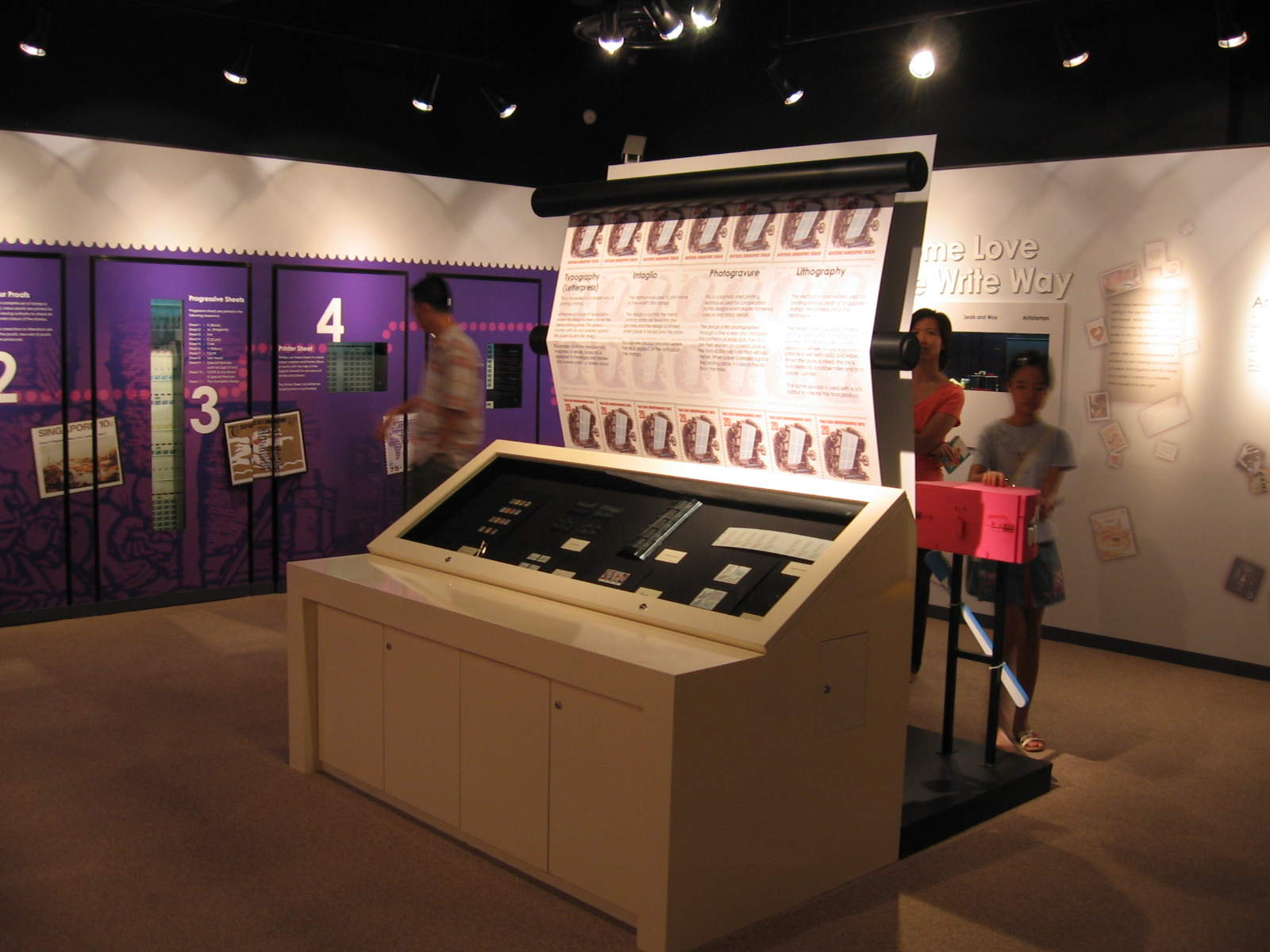
Способы печати марок
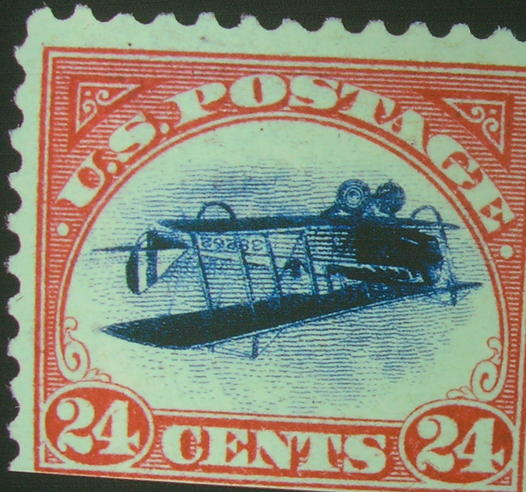
В музее хранится экземпляр знаменитой «Перевёрнутой Дженни»